# Маріка сумбейська
Ма́ріка сумбейська (Cinnyris buettikoferi) — вид горобцеподібних птахів родини нектаркових (Nectariniidae). Ендемік Індонезії. Вид названий на честь швейцарського зоолога Йоганна Бютіккофера.

## Опис
Довжина птаха становить 11 см. У самців голова сірувато-коричнева, шия і верхня частина тіла оливково-коричневі, хвіст чорний, блискучий, на кінці коричневій. Махові пера коричневі з зеленими краями. Горло і верхня частина грудей пурпурово-сині, металево-блискучі, решта нижньої частини тіла жовта. На грудях оранжева пляма. Самиці мають подібне забарвлення, однак нижня частина тіла у них жовта, за винятком оливково-зеленої плями на грудях. Очі темно-карі, лапи чорні. Дзьоб довгий, вигнутий, у самців чорний, у самиць темно-коричневий.

## Поширення і екологія
Сумбейські маріки є ендеміками острова Сумба. Вони живуть у вологих і сухих рівнинних тропічних лісах і чагарникових заростях, на полях і плантаціях. Зустрічаються на висоті до 950 м над рівнем моря.

## Збереження
МСОП класифікує цей вид як такий, що не потребує особливих заходів зі збереження. За оцінками дослідників, популяція сумбейських марік становить близько  750 тисяч птахів. Це досить поширений, однак малодосліджений вид птахів.